# BtoB
I BtoB (비투비?; acronimo di Born to Beat) sono una boy band sudcoreana formatasi a Seul nel 2012.
Il gruppo è sotto contratto per la Cube Entertainment e consiste di sette membri.

## Formazione
- Seo Eun-kwang (서은광) (2012-) – Leader, voce
- Lee Min-hyuk (이민혁) (2012-) – rap, voce
- Lee Chang-sub (이창섭) (2012-) – voce
- Shin Peniel (Shin Dong-geun; 신동근) (2012-) – rap, voce
- Im Hyun-sik (임현식) (2012-) – voce
- Yook Sung-jae (육성재) (2012-) – voce

Ex-membri
- Jung Il-hoon (정일훈) (2012-2020) – rap

### Subunità
- BtoB Blue, composta da:
  - Eunkwang
  - Changsub
  - Hyunsik
  - Sungjae
- BtoB 4U, composta da:
  - Eunkwang
  - Minhyuk
  - Changsub
  - Peniel

## Discografia

### Discografia coreana

#### Album in studio
- 2015 – Complete
- 2017 – Brother Act.

#### EP
- 2012 – Born to Beat
- 2012 – Press Play
- 2013 – Thriller
- 2014 – Beep Beep
- 2014 – Move
- 2014 – The Winter's Tale
- 2015 – I Mean
- 2016 – Remember That
- 2016 – New Men
- 2017 – Feel'eM
- 2018 – This Is Us
- 2018 – Hour Moment
- 2021 – 4U: Outside

### Discografia giapponese

#### Album in studio
- 2016 – 24 / 7